# Col·legi Santa Anna
Col·legi Santa Anna és un edifici i Centre educatiu concertat de Lleida inclòs a l'Inventari del Patrimoni Arquitectònic de Catalunya.

## Descripció
Edifici en cantonera, de planta baixa i sis pisos, amb aplacat de pedra a la planta baixa i arrebossat a les sis restants. Composició de les obertures purament racionalista.

## Història
Primer fou feta la planta baixa i el primer pis, als anys seixanta, en convertir-se en escola, s'hi afegiren quatre plantes, canviant el seu ús inicial de clínica.